# المظفر بن هود
المظفر بالله حسام الدولة يوسف بن سليمان بن هود حاكم لاردة في عهد ملوك الطوائف.

## سيرته
قسّم سليمان بن هود حاكم طائفة سرقسطة قبل وفاته عام 438 هـ إمارته بين بنيه الخمسة، فكانت سرقسطة من نصيب ولده أحمد، ولاردة ليوسف، ووشقة للُبّ، وتطيلة للمنذر، وقلعة أيوب لمحمد. ثم نجح أحمد بن سليمان أن ينتزع وشقة وتطيلة وقلعة أيوب من إخوته، وسمل أعينهم وسجنهم. لكنه لم يستطع أن ينتزع لاردة من أخيه يوسف المظفر. ولما رأى أهل الثغر ما فعله أحمد بإخوته، كرهوه وخلعوا طاعته، ودعوا لأخيه يوسف المظفر. فظل المقتدر يتصيد الفرص للاستيلاء على ملك أخيه، حتى أصابت تطيلة مجاعة، فأراد المظفر أن يسعفها بالمؤن. غير أنه خاف غدر أخيه أحمد، فقدم المال لملك نافارا ليسمح بمرور قافلة المؤن عبر أراضيه، فأجابه إلى طلبه. وحين علم المقتدر بذلك، بذل أضعاف المال لملك نافارا ليمكنه من القافلة، فقبلها ملك نافارا. فهاجمت قوات أحمد القافلة وفتكوا برجالها، واستولى ملك نافارا على ما فيها من المؤن.
وفي أوائل عام 456 هـ، غزا النورمانديون بربشتر إحدى مدن الواقعة تحت حكم يوسف المظفر بقيادة جيوم دي مونري [الإنجليزية] بدعم من البابا ألكسندر الثاني، ولم يستطع المظفر أن ينجدها، فتركها لمصيرها، فحاصرها النورمانديون أربعين يومًا، قبل أن يستولوا عليها، ويوقعوا بأهلها مذابح كبيرة. استاء أمراء الطوائف ومن بينهم أخيه أحمد المقتدر مما أصاب أهل المدينة من مذابح وانتهاك للحرمات، فجمعوا الجموع وحرروها في جمادى الأولى 457 هـ.
استمرت المعارك تتجدد بين المظفر والمقتدر بين الحين والآخر، والتي استعان فيها المقتدر بجنود من البشكنس والقطلونيين لمحاربة أخيه، حتى تمكن المقتدر عام 472 هـ، بعد صراع دام لأكثر من 30 عامًا، أن يستولي على ملك أخيه المظفر، ويعتقله في قلعة منتشون حتى وفاته عام 475 هـ.